# Таємниця Віті Зайчика
Таємниця Віті Зайчика — повість українського письменника Всеволода Нестайка, опублікована у 1986 році.

## Сюжет
Другокласник Вітя мешкає у Києві з бабусею Світланою, у квартирі свого прапрадіда, професора Федора Антоновича Коротницького. Бабуся називає онука Зайчиком та приділяє час його вихованню.
Аби Вітя пізнав справжнє мистецтво, Світлана відвідує із ним театральні вистави та музеї, серед яких — Музей українського мистецтва, де серед експонатів знаходиться картина «Дуби» художника Костянтина Крижицького, улюблена картина Вітіного дідуся.
Крім того, аби зацікавити Вітю, вона розповідає історії про казкові країни Зландію та Добряндію. При цьому у Добряндії мешкають персонажі, схожі на їх сусідів, які завжди готові прийти на допомогу.
Вітіна мама — геолог та майже весь час перебуває в експедиціях, приїжджаючи додому лише на кілька днів. Тато, за словами мами, у тривалому відрядженні,  допомагає африканським країнам будувати економіку.
Одного дня, несподівано, Вітя зустрічає Міс Таємницю, яка уводить його у казкову подорож. Під час подорожі перед ним оживає старовинна легенда їх будинку. Вітя на власні очі бачить давніх мешканців: художницю Стефанію Стефанівну та її чоловіка, музиканта Амадея Антоновича, під музику якого оживають картини його дружини.
Також Вітя опиняється у Добряндії  та Зландії, де звільняє з в'язниці дівчину, схожу на дівчинку Кіру, яка мешкає по сусідству.  При спілкуванні з людьми, які добрими чарівниками, в очікуванні кращого, позбавлені необхідності праці, усвідомлює саме про необхідність праці для людини.
В подальшому він стає випадковим свідком розмови мами з бабусею та дізнається, що тато свого часу відмовився від нього. Віті стає відомо, що розповідаючи про татове відрядження, мама та бабуся намагалися захистити його від психологічної травми.
Після нетривалих коливань Вітя опановує ситуацію та, почавши з дрібного ремонту у квартирі, бере на себе відповідальність, прагнучи стати господарем у хаті.

## Сприйняття
На думку кандидата історичних наук Наталії Марченко, психологічне оповідання  «Таємниця Віті Зайчика» на десятиліття випередило свій час щодо стильових рішень і навіть психолого-комунікативних домінант", але залишається не поцінованим належним чином.
Вона також зауважує, що ця «повість … — унікальний текст, у якому як ніде більше письменник розкрив серцевинні витоки своєї творчості….».